# 布瓦德艾
布瓦德艾（法語：Bois-de-Haye，法語發音：[bwa də ɛ]）是法国默尔特-摩泽尔省的一个市镇，属于图勒区。该市镇于2019年1月1日由原市镇沃莱讷昂艾与塞克塞莱布瓦合并而成，行政中心位于沃莱讷昂艾。

## 地名
“布瓦德艾”（Bois-de-Haye）一名在法语中意为“艾森林之树林”，涵盖了原来的两市镇名称之后缀。

## 地理
布瓦德艾（48°39'4"N, 6°1'24"E）面积24.68 平方千米，位于法国大東部大區默尔特-摩泽尔省，该省份为法国东北部内陆省份，是洛林的一部分，北邻比利时、卢森堡，北起顺时针与摩泽尔省、下莱茵省、孚日省和默兹省接壤。
与布瓦德艾接壤的市镇（或旧市镇、城区）包括：安日赖、利韦丹、尚皮尼厄勒、马龙、贡德勒维尔、摩泽尔河畔丰特努瓦。
布瓦德艾的时区为UTC+01:00、UTC+02:00（夏令时）。

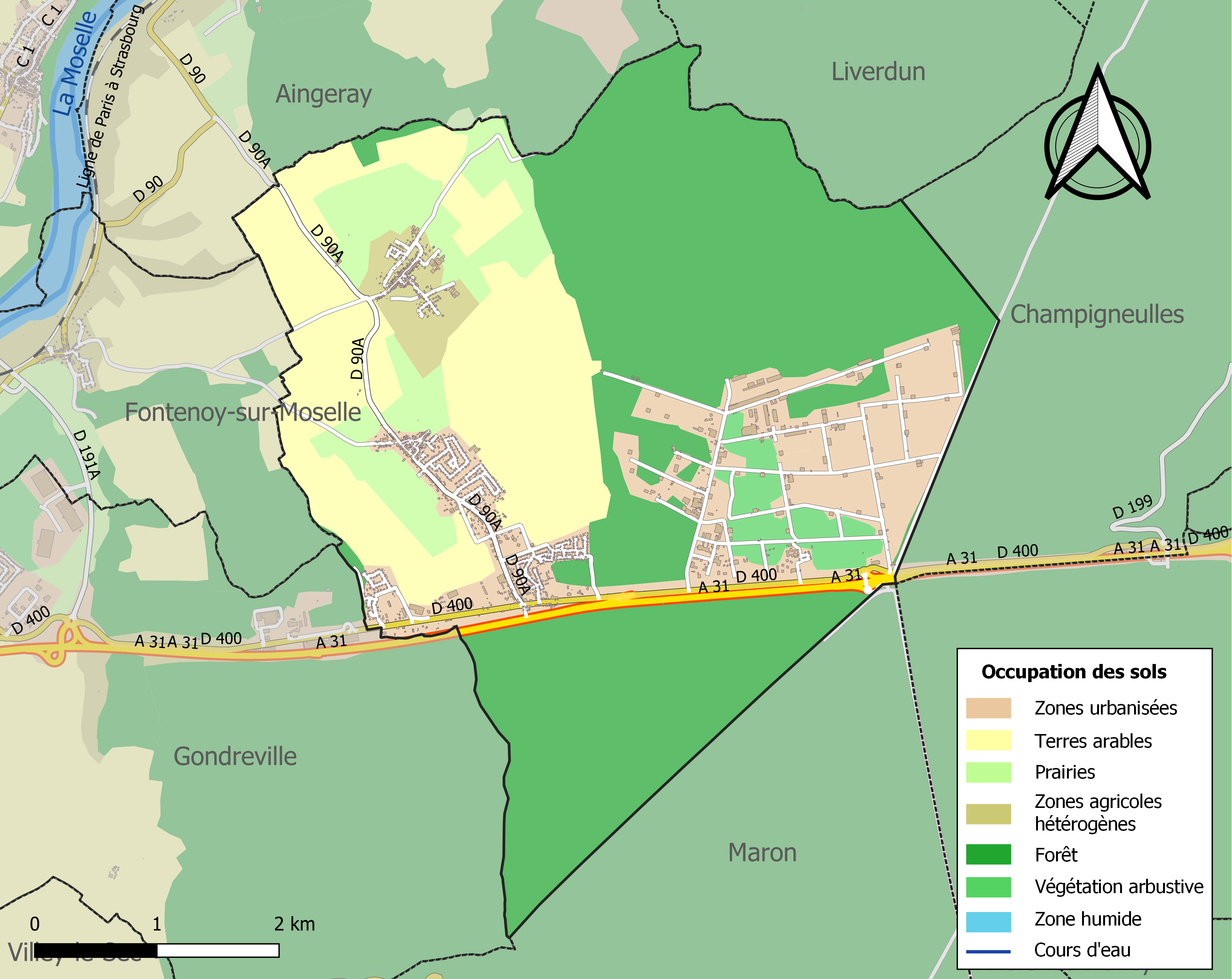
布瓦德艾的OSM定位图

## 行政
布瓦德艾的邮政编码为54840，INSEE市镇编码为54557。

## 政治
布瓦德艾所属的省级选区为北图卢瓦县。

## 人口
布瓦德艾于2022年1月1日时的人口数量为2333人。